# フェンタニル
フェンタニル （Fentanyl）は、鎮痛剤として使用される非常に強力な合成オピオイドである。他の薬物とともに、麻酔、集中治療室での鎮痛、鎮静に用い、術後鎮痛や癌性疼痛の鎮痛にも適応がある。

## 概要
フェンタニルは、主に鎮痛薬として使用される強力な合成ピペリジン系オピオイドである。ヘロインの50倍、モルヒネの100倍の効力を持つ。主な臨床用途は、ガン患者や手術患者の術中・術後の疼痛管理である。フェンタニルは処置時の鎮静・鎮痛にも使用される。投与方法にもよるが、フェンタニルは非常に即効性があり、比較的少量で過剰摂取を引き起こす可能性がある。フェンタニルはμオピオイド受容体を活性化することによって作用する。
作用は急速で、効果は通常2時間以内に消失する。医療では注射、鼻腔スプレー、皮膚パッチ、トローチ、錠剤などの剤形で頬粘膜から吸収させて用いる。医薬品としてのフェンタニルの有害作用は、他のオピオイドの有害作用と同じであり、依存症、せん妄、呼吸抑制（重度かつ未治療の場合、呼吸停止に至る可能性がある）、傾眠、吐き気、視覚障害、ジスキネジア、幻覚、せん妄、「麻薬性せん妄」として知られるこれら精神症状の組み合わせ、イレウス、筋硬直、便秘、意識消失、低血圧、昏睡、死亡などである。アルコールと他の薬物（例: コカインおよびヘロインなど）は、フェンタニルの副作用を相乗的に悪化させる。ナロキソンは、オピオイドの過剰摂取の影響を拮抗することができるが、フェンタニルは非常に強力であるため、複数回のナロキソン投与が必要な場合がある。
フェンタニルは1959年にポール・ヤンセン（Paul Janssen）によって初めて合成され、1968年に米国で医療用として承認された。発売から20年以上、作用時間の短い注射薬のみであったが、様々な剤形の開発が進められた。1990年代には、有効成分を皮膚から長時間送達するために、経皮吸収パッチが開発された。1998年にはトローチ製剤が承認され、2009年には口腔粘膜吸収製剤として水溶性フィルムが承認された。2011年、速放製剤のバリエーションとして、フェンタニルを鼻から投与することも可能となった（点鼻薬）。2015年には、世界中で1,600kg（3,500ポンド）が医療に使用された。2017年の時点で、フェンタニルは医療で最も広く使用されている合成オピオイドであった。2019年には、米国で最も処方されている薬の278番目であり、100万以上の処方があった。フェンタニルはWHO必須医薬品モデル・リストに掲載されている。
フェンタニルは、アメリカにおけるオピオイド過剰摂取の流行に拍車をかけ続けている。2011年から2021年まで、処方オピオイドによる年間死亡者数は横ばいであったが、合成オピオイド過剰摂取による年間死亡者数は2,600人から70,601人に増加した。2018年以降、フェンタニルとその類似体が米国における薬物過剰摂取による死亡のほとんどを占めており、2021年には71,238人以上の死亡を引き起こしている。フェンタニルは、2018年にヘロインを抜いて以来、米国における薬物過剰摂取による死亡の大部分を占めている。アメリカの国立法医学研究所は、連邦、州、地方の鑑識によるフェンタニルの報告は、2014年の4,697件から2020年には117,045件に増加したと推定している。フェンタニルは、コカインやヘロインなどの他の薬物と一緒に混合されたり、摂取されたりすることが多い。フェンタニルは錠剤の形で報告されており、その中にはオキシコドンなどの医薬品を偽装した錠剤も含まれている。他の薬物と混合されたり、医薬品として偽装されたりすることで、過剰摂取の場合に正しい治療法を判断することが難しくなり、その結果、死者が増えることになる。フェンタニルと混合された他の薬物の服用による過剰摂取を防ぐために、薬物検査キットが利用可能である。フェンタニルは製造が容易で力価が高いため、密造も密輸も容易であり、その結果、フェンタニルは他の乱用される麻薬に取って代わり、より広く使用されるようになった。

## 適応

### 麻酔
フェンタニルは、麻酔および鎮痛を目的としてしばしば静脈注射される。麻酔を導入するために、プロポフォールやチオペンタールのような鎮静催眠薬および筋弛緩薬とともに投与される。麻酔を維持するためには、吸入麻酔薬と共に追加のフェンタニルが使用されることがある。内視鏡検査や手術などの処置中および救急外来において、15～30分の間隔で投与されることも多い。
手術後の疼痛緩和目的で術中に用いると、麻酔中に必要な吸入麻酔薬の量を減らすことができる。この薬物のバランスをとり、予想される刺激と患者の反応に基づいて薬物を滴定投与することで、処置の間中、血圧と心拍数が安定し、痛みを最小限に抑えながら麻酔からの覚醒を早めることができる。

### 脊髄くも膜下麻酔
フェンタニルは、親油性であるため作用発現が早く（5～10分）、作用持続時間が中程度（60～120分）であることから、髄腔内に投与されるオピオイドとしては最も一般的に使用されている。高比重ブピバカインとフェンタニルとの組み合わせが最適である。フェンタニルのほぼ即時の作用発現により、手技中の内臓の不快感や吐き気さえも軽減される。

### 産科
フェンタニルは、硬膜外無痛分娩および帝王切開時の脊髄くも膜下麻酔のために、硬膜外腔ないしは髄腔内に投与されることもある。フェンタニルは脂溶性が高いため、その作用はモルヒネよりも局所的であり、より広い範囲の鎮痛を得るためにモルヒネの使用を好む臨床医もいる。最大効果発現までの時間が短く（約5分）、1回の投与で速やかに効果が消失し、比較的心血管系が安定することから、産科麻酔に広く使用されている。産科では、母体から胎児への大量移行が起こらないよう、投与量を厳密に調節する必要がある。高用量では、薬物が胎児に作用して出生後の呼吸抑制を引き起こす可能性がある。このため、妊婦で全身麻酔を導入する場合には、アルフェンタニルやレミフェンタニルなどの作用時間の短い薬物の方が適している場合がある。

### 疼痛管理

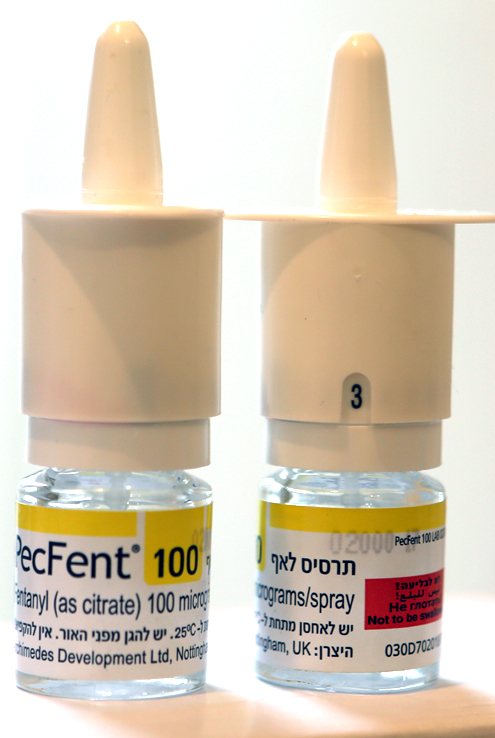
フェンタニルの経鼻スプレー。一回100µgが噴霧される。

経鼻フェンタニル製剤の生物学的利用率は約70～90％であるが、鼻孔内凝固、咽頭からの嚥下、および誤った投与により、正確ではない。フェンタニルの経鼻投与は、救急用、緩和医療用ともに、50、100、200、400μgの用量で入手可能である（商品名Pecfent）。救急医療では、約900人の院外患者を対象とした前向き観察研究において、副作用の発現率が低く、疼痛軽減効果が期待できるフェンタニル経鼻投与の安全性が実証された。
小児では、フェンタニルの経鼻投与は中等度から重度の疼痛の治療に有用であり、忍容性も良好である。さらに、2017年の研究では、体重13kgまで、ないしは5歳までの小児におけるフェンタニルトローチの有効性が示唆された。トローチは、バッカル錠剤（口腔粘膜投与）とは対照的に、小児が十分な投与量をコントロールできるため、使用されやすい。

#### 慢性疼痛
フェンタニルは、がん性疼痛を含む慢性疼痛の管理にも用いられる。多くの場合、経皮吸収パッチが使用される。このパッチは、48～72時間かけてフェンタニルを皮膚から血流にゆっくりと放出することによって作用し、長時間の疼痛管理が可能となる。一般に、経皮吸収率は一定の皮膚温度で一定であるため、投与量はパッチの大きさに基づいて決定される。吸収率は多くの因子に依存している。体温、皮膚のタイプ、体脂肪の量、パッチを貼る場所などが大きな影響を及ぼす。また、メーカーによって使用される送達システムの違いも、個々の吸収率や投与経路に影響する。通常の状況下では、パッチは12～24時間以内にその効果を十分に発揮する。フェンタニル・パッチは、突出痛に対処するために、即効性のオピオイド（モルヒネまたはオキシコドンなど）と一緒に処方されることが多い。フェンタニルが神経因性疼痛の患者に長期的な鎮痛効果をもたらすかどうかは不明である。

#### 突出痛
フェンタニルの舌下錠は、速やかに溶解して舌下粘膜から吸収され、迅速な鎮痛をもたらす。フェンタニルは脂溶性の高い化合物であり、舌下投与でよく吸収され、一般に忍容性が高い。このような剤形は、発症が迅速で持続時間が短く強度が強いことが多いがん性疼痛の突出痛（ブレークスルー）に特に有用である。

#### 緩和ケア

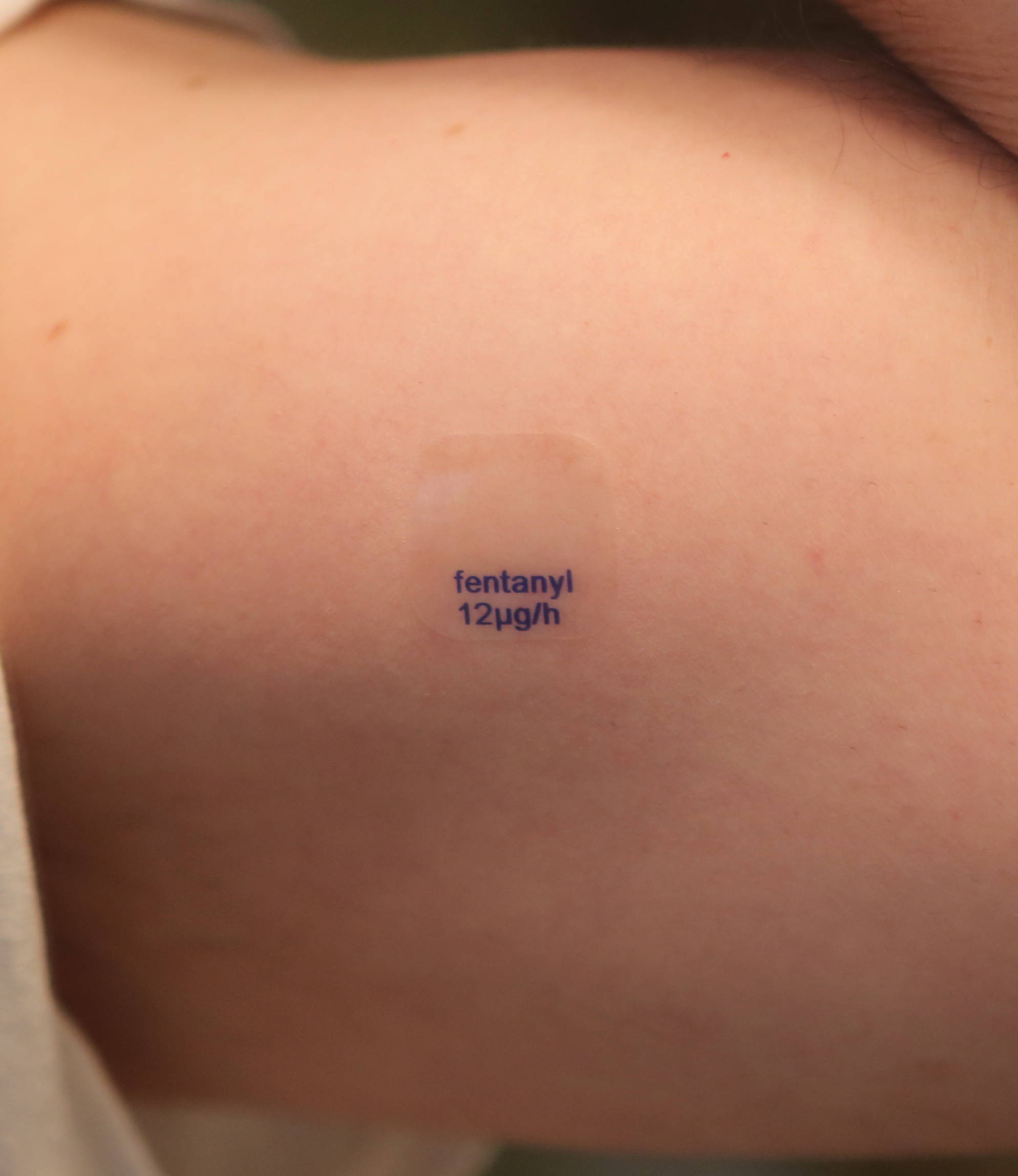
1時間当たり12マイクログラムの放出速度を有するフェンタニル経皮パッチを腕に貼付した患者

緩和ケアにおいて、経皮フェンタニルパッチは、以下のような患者に対して、限定的ではあるが決定的な役割を果たす。
- 他のオピオイドですでに安定している人で、嚥下障害が持続し、皮下投与など他の非経口経路に耐えられない人。
- 中等度から重度の腎不全のある人[63]。
- 経口モルヒネ、ヒドロモルフォン、またはオキシコドンの厄介な副作用がある場合[64][65]。

経皮パッチを使用する場合、患者は外部熱源（直射日光、暖房パッドなど）を最小限にするか避けるように注意しなければならないが、これは過剰な薬物の放出と吸収を誘発し、致命的な合併症を引き起こす可能性がある。

#### 戦傷医療
アフガニスタンにおけるアメリカ空軍パラレスキューの衛生兵は、即席爆発装置（IED）の爆発やその他の外傷による戦闘負傷者に、ロリポップの形をしたフェンタニルトローチを使用した。棒を指にテープで固定し、飴を頬粘膜でしゃぶらせる。十分なフェンタニルが吸収されると、鎮静状態、すなわち十分な鎮痛効果が得られた患者は一般的にロリポップを口から落とし、過剰摂取の可能性と関連するリスクが軽減される。

#### 呼吸困難
フェンタニルは、患者がモルヒネに耐えられない場合、または息切れにモルヒネが効きづらい場合に、息切れ（呼吸困難）を緩和するのに使用される。フェンタニルは、疼痛および息切れが重篤で強力なオピオイドによる治療が必要な緩和ケアの現場で、このような治療に有用である。ホスピスにおける終末期の呼吸困難の緩和にはクエン酸フェンタニルのネブライザー（噴霧）が用いられている。

### その他
点鼻薬や吸入薬などの一部の投与経路では、一般に血中濃度が高くなるまでの時間が早く、より即効性の高い鎮痛が得られるが、特に過剰摂取時にはより重篤な副作用も生じる。これらの器具の中には、バッカル剤や経口薬と比較して、はるかに高価なものがあるが、その利点はわずかであるため、価格に見合わないものもある。フェンタニルの経鼻投与は、急性期病院内での管理においてモルヒネの静脈内投与と同等の効果があり、筋肉内注射よりも優れているようである。
フェンタニルの患者制御経皮投与システム（patient-controlledtransdermalsystem、PCTS）が開発中であり、術後疼痛を治療するために、患者が皮膚からフェンタニルの投与を制御できるようにすることを目的としている。この技術は、イオン導入により、10分間に40μgの塩酸フェンタニルをオンデマンドで投与する「あらかじめプログラムされた自己完結型の薬物送達システム」から構成されている。大手術後24時間までの中等度から重度の術後疼痛患者189人を対象とした2004年の臨床研究では、鎮痛が不十分であったために25％の患者が離脱した。しかしながら、PCTS法はプラセボよりも優れており、平均ビジュアルアナログスケール（VAS）疼痛スコアが低く、有意な呼吸抑制作用がないことが示された。

## 有害作用

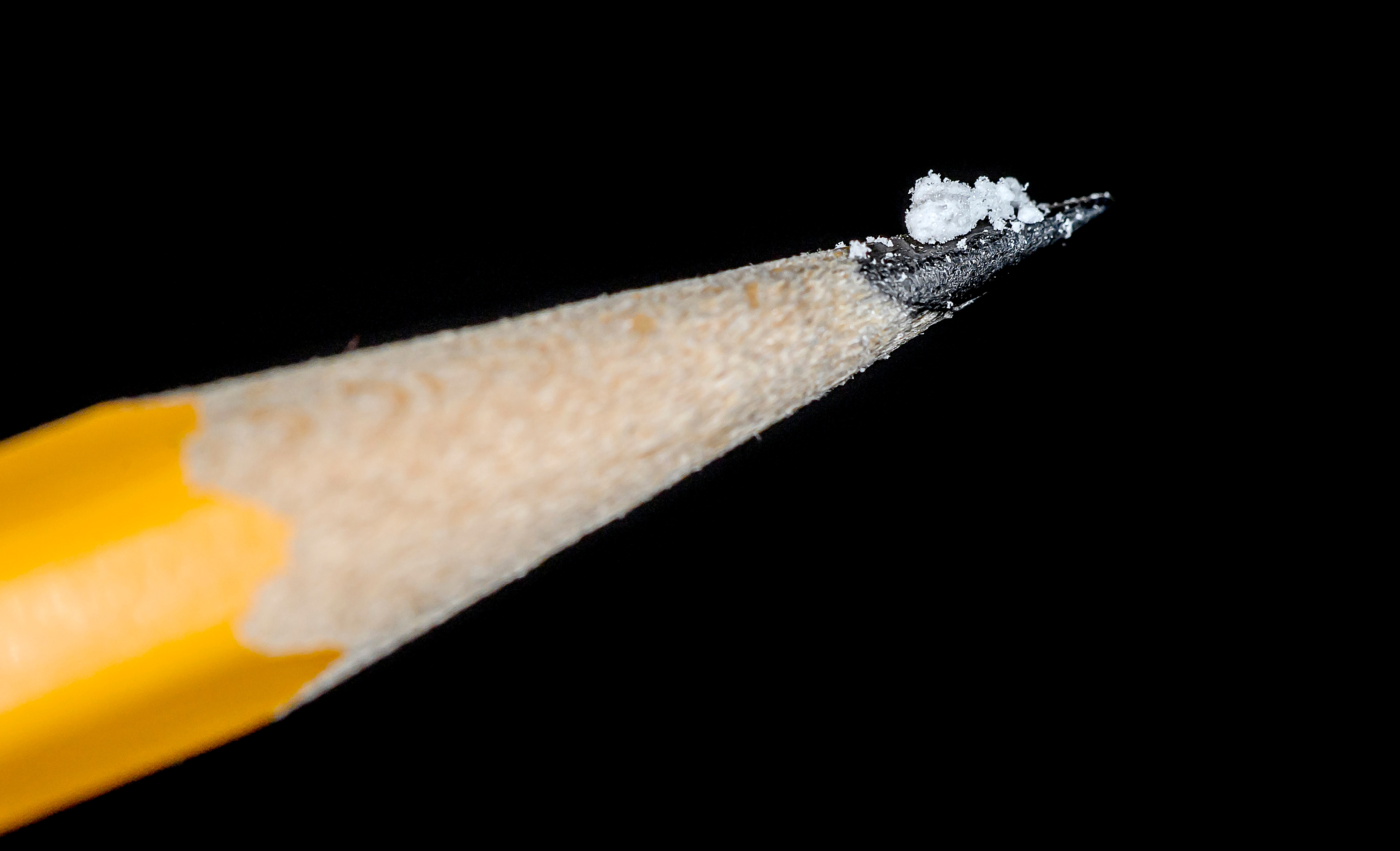
2ミリグラムのフェンタニル粉末（鉛筆の先端の量）は、ほとんどの人にとって致死量である。

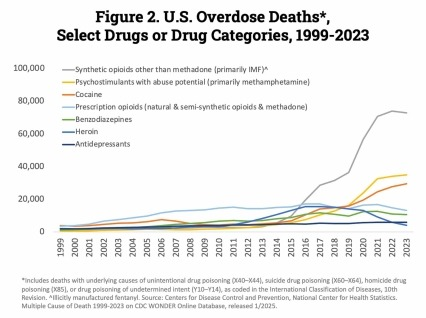
全体として、米国における薬物過剰摂取による死亡は2019年から2021年にかけて増加し、2021年には106,000人以上の薬物過剰摂取による死亡が報告された。メサドン以外の合成オピオイド（主にフェンタニル）が関与する死亡は増加し続け、2021年には70,601件の過剰摂取による死亡が報告された。コカインや乱用の可能性のある精神刺激薬（主にメタンフェタミン）を含む覚せい剤に関与するものも増加し続けており、2021年には32,537人の過剰摂取による死亡が報告されている（出典：CDC WONDER）。

フェンタニルの最も一般的な副作用は、吐き気、嘔吐、便秘、口の渇き、傾眠、せん妄、無力感（asthenia）などであり、10％以上の人が罹患する。頻度は低いが、3～10％の人に、腹痛、頭痛、疲労、食欲不振と体重減少、めまい、神経過敏、不安、抑うつ、インフルエンザのような症状、消化不良（dyspepsia）、息切れ、呼吸抑制、無呼吸、尿閉が起こることがある。失語とも関連があるとされる。フェンタニルはより強力な鎮痛薬であるにもかかわらず、モルヒネよりも吐き気が少なく、ヒスタミン誘発性のかゆみも少ない傾向がある。
フェンタニルの作用時間は時に過小評価され、医療現場での危害につながってきた。2006年、米国食品医薬品局（FDA）はいくつかの呼吸器系の死亡事故について調査を開始したが、英国の医師は2008年9月までフェンタニルのリスクについて警告を受けなかった。 2012年4月、FDAは、フェンタニルスキンパッチへの偶発的な曝露により、12人の幼児が死亡し、さらに12人が重症化したと報告した。

### 呼吸抑制
フェンタニルの最も危険な副作用は呼吸抑制であり、二酸化炭素に対する感受性の低下により呼吸数が減少し、低酸素性脳損傷または死亡を引き起こす可能性がある。このリスクは、（麻酔時のように）気管チューブで気道が確保されている場合には減少する。このリスクは、閉塞性睡眠時無呼吸症候群の患者など特定の集団で高くなる。
呼吸抑制のリスクを増大させる他の因子は以下の通りである。
- フェンタニルの高用量投与
- メサドンの同時使用
- 睡眠
- 高齢
- ベンゾジアゼピン系薬剤（すなわち、アルプラゾラム、ジアゼパム、クロナゼパム）、バルビツール酸塩、アルコール、吸入麻酔薬などの中枢神経系抑制薬の同時使用
- 過換気
- 血清中の二酸化炭素濃度の低下
- 呼吸性アシドーシス
- フェンタニルの体内クリアランス低下
- 肝血流低下
- 腎不全

経皮吸収パッチなどの徐放性フェンタニル製剤は、予期しない遅発性呼吸抑制を起こすこともある。

### 心血管系への影響
- 徐脈： フェンタニルは、脳幹の迷走神経緊張を亢進させることによって心拍数を低下させ、副交感神経系を亢進させる[82]。
- 血管拡張： フェンタニルはまた、主に脳幹の血管運動中枢を抑制することにより、中枢性の機序を介して動脈および静脈を拡張させる。程度は弱いが、直接血管にもこの作用は及ぶ[82]。この作用は、高血圧やうっ血性心不全の患者のように、交感神経活動がすでに亢進している患者においては、より強く作用する[82]。通常量を投与した場合は、心臓の収縮力には影響しない[82]。

### 筋硬直
フェンタニルの大量ボーラスを迅速に投与した場合、声帯の筋硬直によって、全身麻酔時のバッグマスク換気が非常に困難になることがある。この作用の正確な機序は不明であるが、神経筋遮断薬を用いて予防および治療が可能である。

#### 鉛管現象
フェンタニルの顕著な特異的副作用には、呼吸不全を誘発する腹筋および横隔膜の硬直の突然の発現も含まれる；これは高用量でみられ、鉛管現象として知られている。この症候群は、フェンタニルの過量投与による死亡の一因であると考えられている。
鉛管現象はナロキソンによって逆転されるが、α-アドレナリン受容体を活性化するノルアドレナリンの放出、およびおそらくアセチルコリン受容体の活性化を介して引き起こされると考えられている。
鉛管現象は、最も強力なオピオイド（今日では、フェンタニルとその類似体から成る）に特有のものであるが、ヘロインのような他のあまり強力でないオピオイドは、呼吸筋の軽度の硬直を生じるが、その程度ははるかに低い。

## 過剰摂取

フェンタニル。2mg（右の白い粉末）は、ほとんどのヒトにとって致死量である 。アメリカの1セント硬貨 は19mm幅。

フェンタニルは、毒性を生じるのに必要な量が予測できないため、ヒトにおいて例外的に高い過量投与リスクをもたらす。フェンタニルのみに起因する過量投与による死亡のほとんどは、その医薬品形態において、平均25ng/mLの血清濃度で発生し、その範囲は5～27ng/mLである。 多剤併用の状況では、約7ng/ml以上の血中フェンタニル濃度が死亡と関連している。過量服薬例の85％以上で、少なくとも1つ他の薬物を含んでおり、混合物がどのレベルで致死的であるかを示す明確な相関関係はなかった。致死的な混合物の用量は、場合によっては3倍以上も異なっていた。このように他の薬物併用時の変動率の予測が極めて難しいため、致命的な事故を回避することは特に困難である。
ナロキソンは、オピオイドの過剰摂取症状を完全に、あるいは部分的に元に戻すことができる。2014年7月、英国の医薬品・医療製品規制庁（MHRA）は、特に小児において、経皮吸収型フェンタニル・パッチへの偶発的な曝露が生命を脅かす害をもたらす可能性について警告を発し、廃棄する前に粘着面を内側にして折りたたむべきであると助言した。パッチは、フェンタニルの過剰摂取のリスクが最も高い小児から遠ざけておくべきである。米国では、フェンタニルおよびフェンタニル類似物質が2017年に29,000人以上の死亡を引き起こし、以前の4年間よりも大幅に増加した。

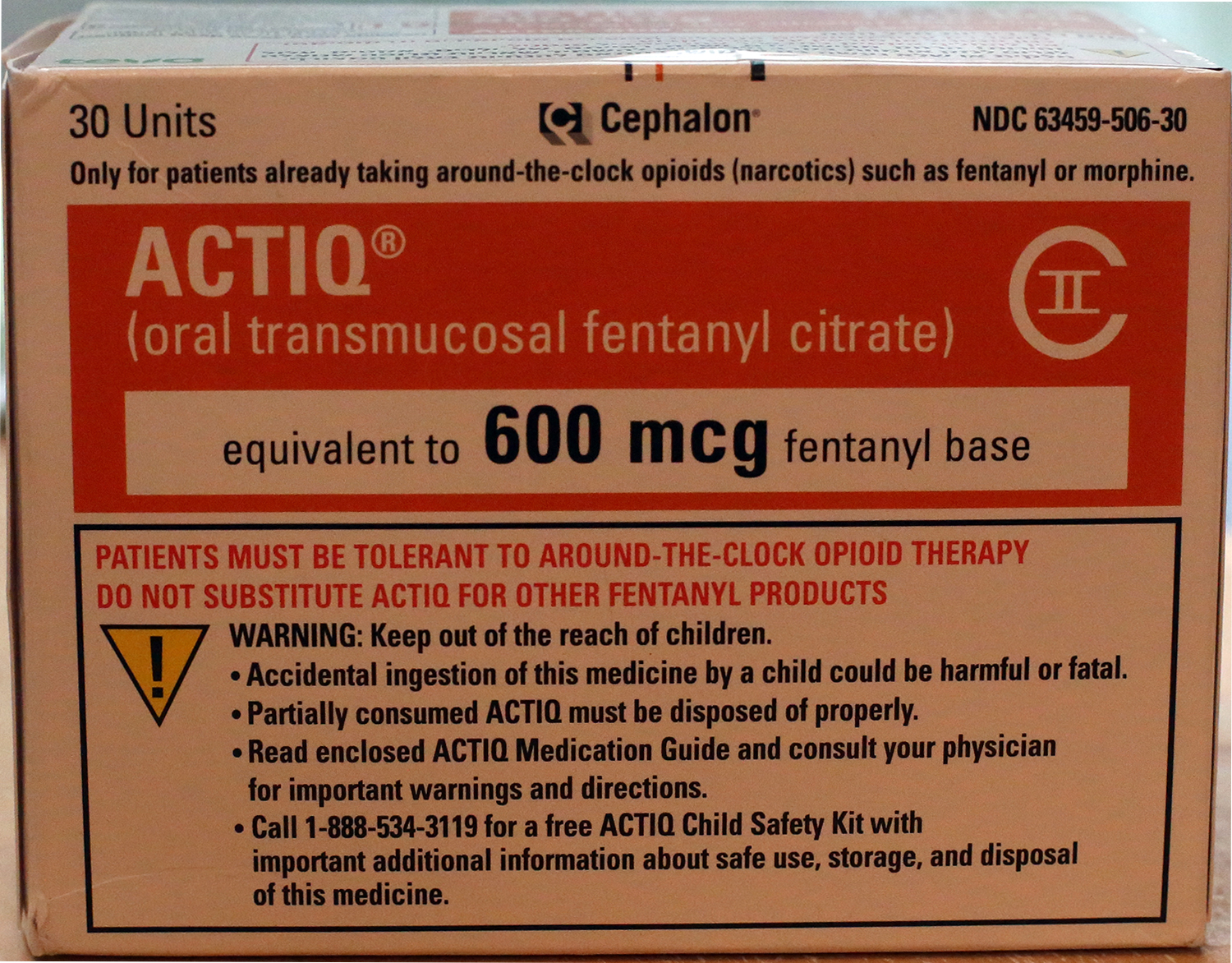
一個あたり600 μg のフェンタニルを含有するトローチ、30個入り。

フェンタニルによる死亡の増加の中には、処方されたフェンタニルではなく、ヘロインと混合されたり、ヘロインとして販売されたりしている違法に製造されたフェンタニルに関連しているものもある。フェンタニルの過剰摂取による死亡は、2015年9月以来、カナダでは引き続き公衆衛生上の全国的な懸念事項となっている。2016年、ブリティッシュコロンビア州におけるフェンタニルの過剰摂取による死亡者は1日平均2人であった。2017年、ブリティッシュコロンビア州における2017年1月から4月までの過剰摂取による死亡者は368人であり、死亡率は100％以上増加した。

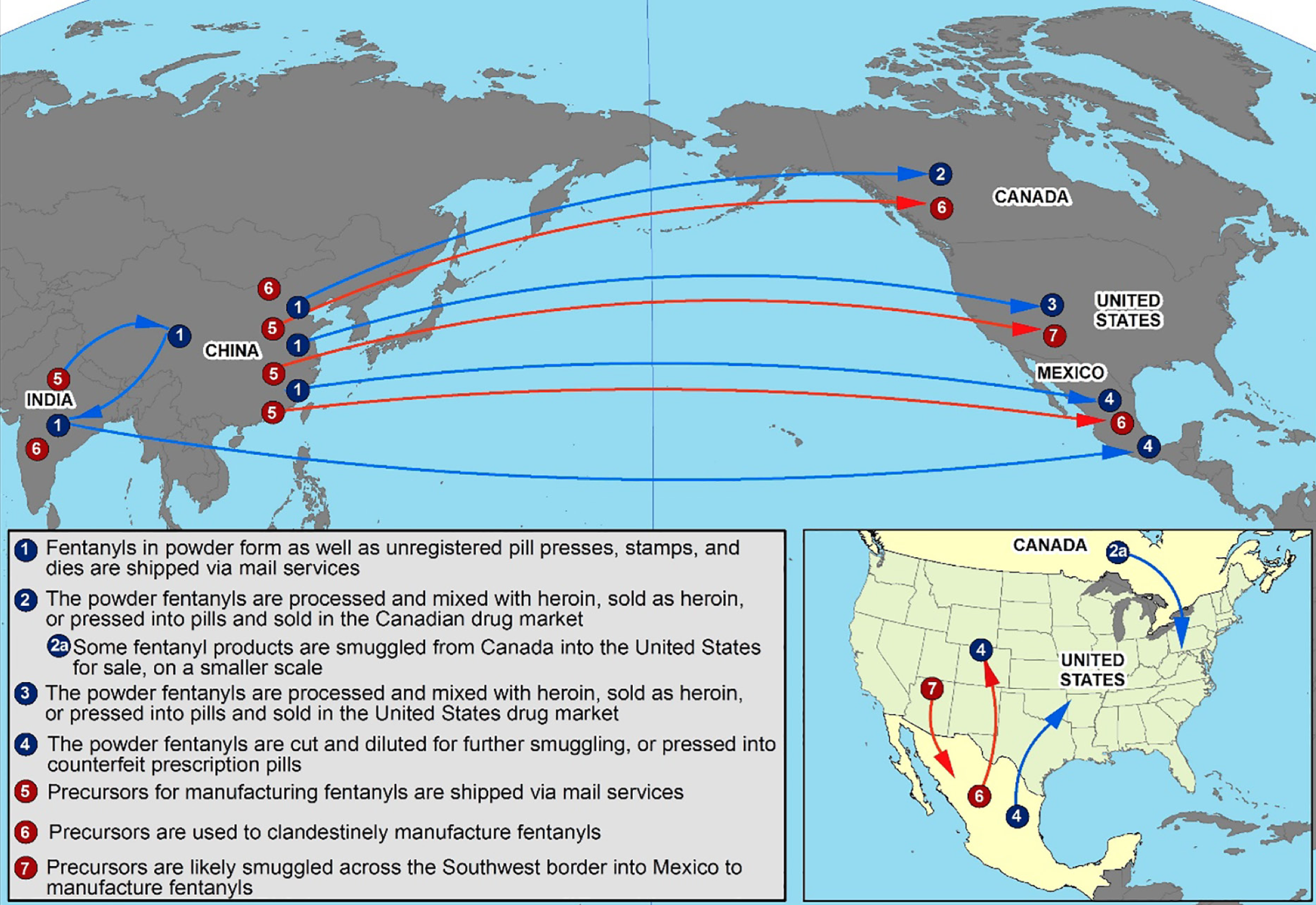
2019年の各地域から米国への違法フェンタニルの流入

フェンタニルは、違法に製造されたオピオイドやベンゾジアゼピンだけでなく、ヘロインにも混入し始めている。コカイン、メタンフェタミン、ケタミン、MDMA、その他の薬物へのフェンタニルの混入はよくおこなわれている。フェンタニルが混入されたヘロイン1キログラムは10万米ドル以上で取引される可能性があるが、フェンタニル自体は1キログラムあたり約6,000米ドルとはるかに安価に製造される可能性がある。米国に直接密輸されるフェンタニルおよびフェンタニル関連物質の主な供給源はメキシコと中国であるが、完成したフェンタニル粉末およびフェンタニル前駆体化学物質の供給源としてインドが台頭してきている。英国内では、自国のフェンタニル生産が輸入に取って代わりつつあるため、英国の違法薬物市場はもはや中国に依存していない。
オピオイド未投与の実験被験者の50％を死に至らしめる静脈内投与量（LD50）は「ラットで3mg/kg、ネコで1mg/kg、イヌで14mg/kg、サルで0.03mg/kg」であり、マウスにおけるLD50は静脈内投与で6.9mg/kg、腹腔内投与で17.5mg/kg、経口投与で27.8mg/kgとされている。ヒトにおけるLD50は不明である。
2023年6月、米国とカナダにおける過剰摂取による死亡は再び記録的な数に達した。ウィーンに本部を置く国連薬物犯罪事務所（UNODC）の2023年の報告書によると、死亡者数の増加は使用者数の増加だけではなく、フェンタニル自体の致死作用に関連している。フェンタニルは、他の広く乱用されているオピオイドやアヘンよりもかなり毒性が強いため、特別な位置づけが必要だろう。小児における過剰摂取による死亡例についても、数字が懸念されている。JAMA networkの報告によると、1999年から2021年までの小児死亡例の37.5％がフェンタニルに関連しており、そのほとんどが青年（89.6％）と0～4歳児（6.6％）であった。UNODCによれば、「北米におけるオピオイド危機は衰えることなく、前代未聞の過剰摂取による死亡数となっている」。

### 二次暴露による警察からの中毒誤報
2010年代後半、アメリカの一部のメディアは、警察官が粉末状のフェンタニルに触れたり、衣服についたフェンタニルを払ったりした後に入院したという話を報道し始めた。フェンタニルへの局所的（または経皮的）および吸入暴露が中毒や過剰摂取を引き起こす可能性は極めて低く（非常に大量のフェンタニルに長期間暴露された場合を除く）、救急隊員や警察官などの初期対応者が、無傷の皮膚で偶発的に接触して、フェンタニル中毒となるリスクはほとんどない。Journal of Medical Toxicology誌の2020年の論文では、「オピオイドは皮膚から効率的に吸収されず、空気中で運ばれる可能性も低いため、意図的でない曝露による中毒は極めて考えにくいというのが科学界のコンセンサスであることに変わりはない」と述べられている。これらの症例で報告されている頻脈、過呼吸、悪寒などの症状は、フェンタニルの過剰摂取の症状ではなく、パニック発作と関連することの方が一般的であった。
2021年の論文では、フェンタニルに対するこのような身体的恐怖により、駆けつけた警官が不必要な防護措置にさらに時間を費やすことになり、過剰摂取に対する効果的な救急対応が妨げられる可能性があること、また、メディアによる報道により、薬物を使用する人の周囲にいると危険であるという、より広範な社会的スティグマが続いてしまう可能性があることについての懸念が表明された。
毒性学の専門家の多くは、警察官が単に触れただけで本当に過剰摂取になることに懐疑的である。ケース・ウェスタン・リザーブ大学の救急・中毒医学（addiction medicine）専門のライアン・マリーノ医師によれば、「このようなことは一度も起きたことない。皮膚に触れたり、誤ってフェンタニルを吸い込んだりしたことによる過剰摂取は一度もない」。

### 予防
フェンタニルの誤用と致命的な過剰摂取を防ぐための公衆衛生勧告が、米国疾病管理予防センター（CDC）によって出されている。最初のHAN勧告（Health Alert Network Advisory: 特定の事件や状況に対する重要で一刻を争う情報を提供し、保健当局者、検査技師、臨床医、一般市民による即時の行動や注意を喚起し、最高レベルの重要性を伝える」）は、2015年10月中に発令された。続くHAN勧告は2018年7月に発令され、フェンタニルの乱用や非オピオイドとの混合による死亡者数の増加を警告した。2020年12月のHAN勧告は以下の通りである。
主に、違法に製造されたフェンタニルが関与する過剰摂取による死亡が急激に増加したため、米国全土における薬物過剰摂取による死者は大幅に増加した。薬物過剰摂取による死亡は憂慮すべき勢いで加速し、COVID-19パンデミックに対する広範な緩和措置の実施と同時期、2020年3月から2020年5月にかけての最大の増加が記録された。メタンフェタミン関連の過剰摂取による死亡も大幅に増加した。
2019年5月から2020年5月までの12か月間に81,230人の薬物過剰摂取による死亡が発生したが、これは米国で記録された12か月間の薬物過剰摂取の件数としては過去最大であった。CDCは、この増加に対抗するために以下の4つの行動を推奨した。
1. 地域では、ナロキソンの配布と使用、過剰摂取防止教育を拡大する必要がある。
2. 薬物乱用の治療を周知し、受診しやすくする。
3. 過剰摂取のリスクが最も高い人に早期に介入する。
4. 過剰摂取発生の発見率を改善し、より効果的な対応を促進する[123][124]。

もう一つの取り組みは、"One Pill Can Kill（一錠でも死ぬ）"と呼ばれる米国麻薬取締局（DEA）によるソーシャルメディアキャンペーンである。このソーシャルメディアキャンペーンの目的は、アメリカで大規模な過剰摂取の蔓延を招いている偽造薬の蔓延に対する認識を広めることである。このキャンペーンでは、偽造薬と本物の錠剤の違いも示している。また、薬物中毒やリハビリテーションのためのリソースも提供している。

## 薬理

### 分類
フェンタニルは、スフェンタニル、アルフェンタニル、レミフェンタニル、カルフェンタニルを含むフェニルピペリジン系の合成オピオイドである。カルフェンタニルのようないくつかのフェンタニル類似体は、最大10,000倍モルヒネより強力である。

### 構造活性

フェンタニルの化学構造は、フェンタログと呼ばれることもある多くの新しいフェンタニル類似体（アナログ）の発見と命名のための現代化学の基礎として使用されてきた。

オピオイドの構造には多くの類似点がある。コデイン、ヒドロコドン、オキシコドン、ヒドロモルフォンなどのオピオイドがモルヒネの単純な修飾によって合成されるのに対し、フェンタニルとその類縁物質はペチジンの修飾によって合成される。ペチジンは完全合成オピオイドであり、アルフェンタニルやスフェンタニルなどのフェニルピペリジン系の他の化合物はこの構造の複雑なバージョンである。
他のオピオイドと同様に、フェンタニルは脂溶性が高く、タンパク質と結合し、生理的pHでプロトン化される弱塩基である。これらの因子はすべて、フェンタニルが迅速に細胞膜を通過することを可能にし、体内および中枢神経系における迅速な作用に寄与する。

### フェンタニル類似体
フェンタニル類似体は、分子のあらゆる位置に様々な化学的修飾を施したフェンタニルの一種であるが、それでもその薬理作用は維持されているか、あるいはそれを上回ることさえある。フェンタニル類似物質の多くは、違法な方法で使用されることのみを目的に合成されるため、「デザイナー・ドラッグ」と呼ばれている。フェンタニル類似体であるカルフェンタニルは、4位にカルボン酸基が付加されている。カルフェンタニルはフェンタニルの20～30倍以上の効力があり、違法薬物販路で一般的である。この薬物は、ゾウやその他の大型動物の鎮静に一般的に使用されている。

### 作用機序
| リガンド、阻害定数（Ki） | リガンド、阻害定数（Ki） | リガンド、阻害定数（Ki） | 比率        |
| μ受容体                  | δ受容体                  | κ受容体                  | μ:δ:κ       |
| ------------------------ | ------------------------ | ------------------------ | ----------- |
| 0.39 nM                  | >1,000 nM                | 255 nM                   | 1:>2564:654 |

フェンタニルは、他のオピオイドと同様に、オピオイド受容体に作用する。これらの受容体はGタンパク質共役受容体であり、7つの膜貫通部分、細胞内ループ、細胞外ループ、細胞内C末端、および細胞外N末端を含む。細胞外N末端は、異なるタイプの結合基質を区別する上で重要である。フェンタニルが結合すると、下流のシグナル伝達は、cAMP産生の減少、カルシウムイオンの流入の減少、カリウムの流出の増加などの抑制効果をもたらす。これは、中枢神経系の上行経路を抑制し、痛みの知覚を変化させることによって痛覚閾値を増加させる。これは侵害受容シグナルの伝播を減少させることによって媒介され、結果として鎮痛効果をもたらす。
μ受容体作動薬として、フェンタニルはモルヒネの50～100倍強力に結合する。フェンタニルはδおよびκオピオイド受容体にも結合できるが、親和性は低い。フェンタニルは脂溶性が高く、中枢神経系に浸透しやすい。フェンタニルは、伝導速度の遅い非髄鞘型C線維に対する主要な作用で「第二の痛み」を減弱させるが、神経障害性疼痛および細い髄鞘型A線維を介した「第一の痛み」シグナルにはあまり効果がない。
フェンタニルは、μ受容体への作用を介して、以下の臨床効果を強く発現することができる。
- 脊髄より上位の鎮痛（μ1受容体）
- 呼吸抑制 (μ2)
- 身体依存
- 筋硬直

また、κ受容体作動により、鎮静および脊髄レベルでの鎮痛をもたらす。

### 薬理作用
- 疼痛緩和： 主に、フェンタニルは脳および脊髄のμ-受容体に作用して疼痛を緩和する[82]。
- 鎮静：フェンタニルは、投与量を増やすにつれて睡眠と眠気をもたらし、脳波で自然睡眠時によくみられるδ波を発生させることがある[82]。
- 咳嗽反射の抑制： フェンタニルは、咳嗽反射（英語版）を低下させることによって、気管チューブに対する抵抗や過剰な咳を減少させることができ、覚醒していて気道確保を必要とする人に挿管する際に有用である[82]。フェンタニルのボーラス投与を受けた後、逆に咳が誘発されることもあるが、この原因はよく分かっていない[82]。

### 生体試料中からの検出
フェンタニルは、乱用を監視し、中毒の診断を確認し、または鑑識を支援するために、血液または尿中で測定されることがある。市販のイムノアッセイが最初のスクリーニング検査としてしばしば使用されるが、確認および定量には一般にクロマトグラフィーが使用される。フェンタニルの存在を検出するために、マーキス試薬（Marquis reagent）を使用することもある。ホルムアルデヒドと硫酸を使用し、アヘン薬物と接触させると溶液が紫色に変化する。血中または血漿中のフェンタニル濃度は、薬を治療的に使用している人では0.3～3.0μg/L、中毒者では1～10μg/L、急性過剰摂取の被害者では3～300μg/Lの範囲にあると予想される。ペーパースプレー質量分析法（Paper spray ionization）（PS-MS）は、サンプルの初期検査に有用である。

### 薬害軽減目的での検出

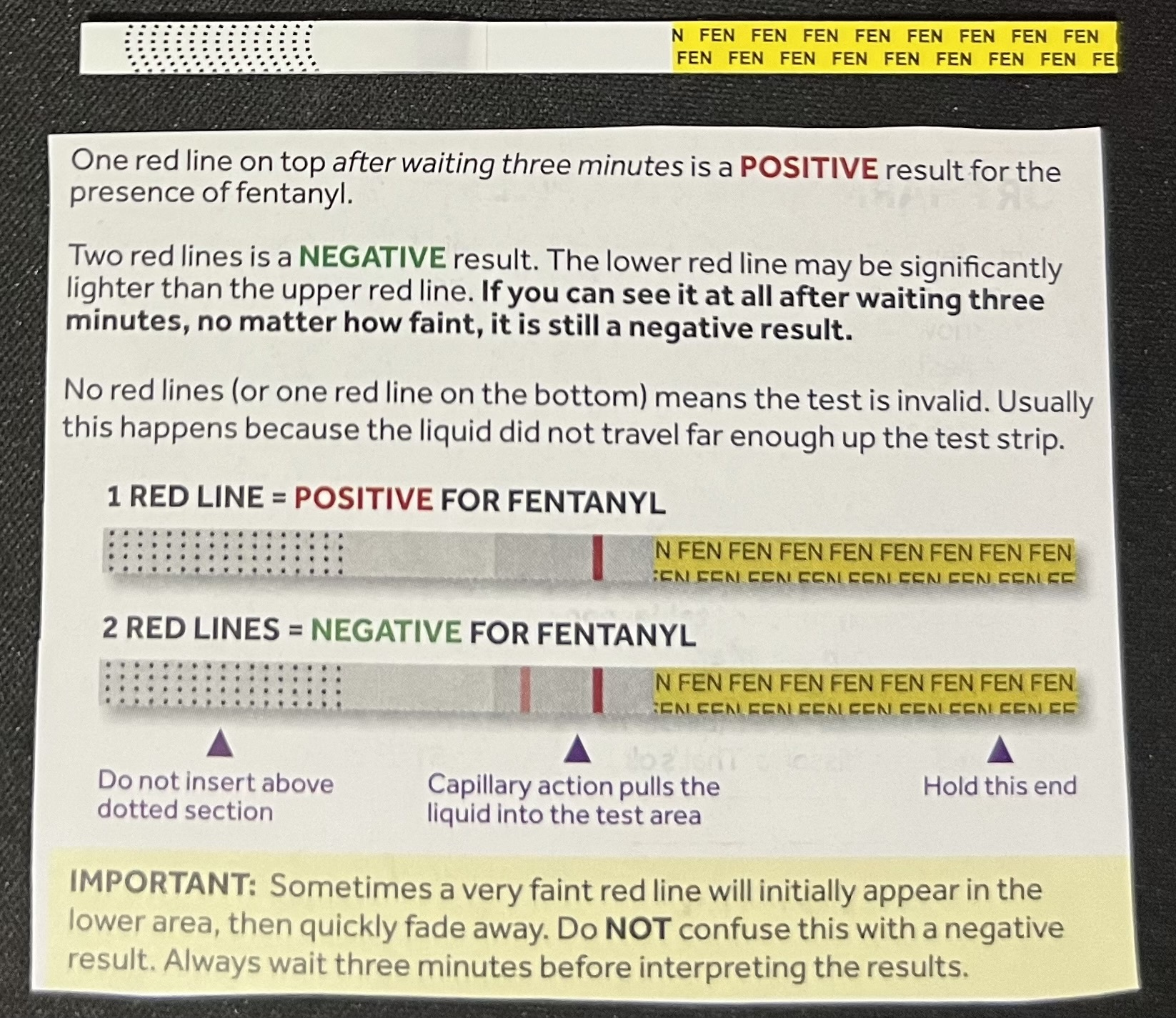
薬害軽減団体Dance Safeによる試験紙による検査結果の説明書

フェンタニルは、市販のフェンタニル検査試験紙または検査試薬を使用して、薬物サンプル中から定性的に検出することができる。薬害削減の原則に従い、これらの検査試薬は尿ではなく、薬物サンプルに直接使用する。検査用のサンプルを調製するには、約10mgの薬物を（すなわち1セント硬貨のエイブラハム・リンカーンの頭髪程度の大きさ）ティースプーン1杯（5mL）の水に希釈する必要がある。ノートルダム大学のリーバーマン博士の研究室では、希釈が不充分な場合、BTNXフェンタニル検査試験紙はメタンフェタミン、MDMA、ジフェンヒドラミンに対して偽陽性となることが報告されている。

### 核磁気共鳴分光法特性
核磁気共鳴分光法（NMR）は、存在する官能基に応じて分子の原子の相対的な化学環境に依存し、化合物を調製する化学者にとっては有用な情報が得られる。合成製剤の場合、フェンタニルはプロトンNMRおよび炭素NMRによって特性決定され、確認されている。
プロトン
1H NMR (600 MHz, CDCl3) δ 7.48−7.37 (m, 3H), 7.33−7.27 (m, 2H), 7.25−7.17 (m, 3H), 7.13−7.05 (m, 2H), 4.88−4.71 (br, 1H), 3.83−3.47 (br, 2H), 3.20−3.09 (br, 2H), 3.09−2.99 (br, 2H), 2.82−2.70 (br, 2H), 2.13−1.99 (br, 4H), 1.94 (q, J = 7.4, 2H), 1.01 (t, J = 7.4, 3H)
炭素
13C NMR (150 MHz, CDCl3) δ 174.0, 138.1, 137.0, 129.9, 129.8, 129.0, 128.9, 128.7, 127.0, 59.1, 52.6, 50.7, 31.3, 28.4, 28.0, 9.5

## 合成
フェンタニルは、4-アニロピペリジン系の合成オピオイドである。フェンタニルの合成は、科学文献に報告されている4つの主な方法、すなわち、ヤンセン法、ジークフリード法、グプタ法、またはスー法のいずれかによる。

### ヤンセン法

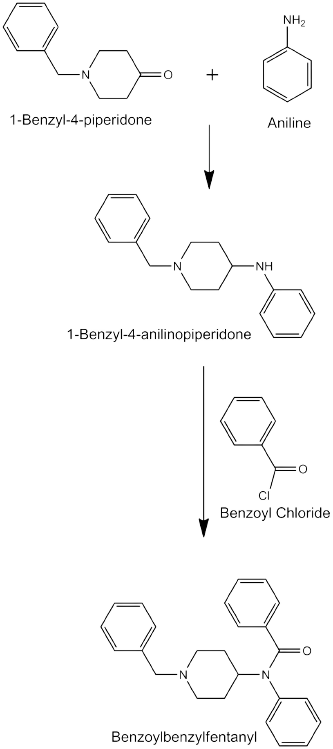
関連オピオイドを合成するヤンセン合成法の一部

ポール・ヤンセン（Paul Janssen）が1964年に特許を取得したオリジナルの合成法では、N-ベンジル-4-ピペリドンからベンジルフェンタニルを合成する。得られたベンジルフェンタニルは、ノルフェンタニルの原料として使用される。塩化フェネチルとの反応によってフェンタニルを形成するのはノルフェンタニルである。

### ジークフリード法

NPPから4-ANPPを経てフェンタニルに至るジークフリード法

ジークフリード（Siegfried）法では、最初にN-フェネチル-4-ピペリドン（NPP）を合成する。この中間体は還元的アミノ化され、4-アニリノ-N-フェネチルピペリジン（4-ANPP）になる。フェンタニルは、4-ANPPと塩化アシルとの反応後に生成される。ジークフリード法は、2000年代初頭に国内外の秘密製造工場でフェンタニルの製造に使用されている。

### グプタ法

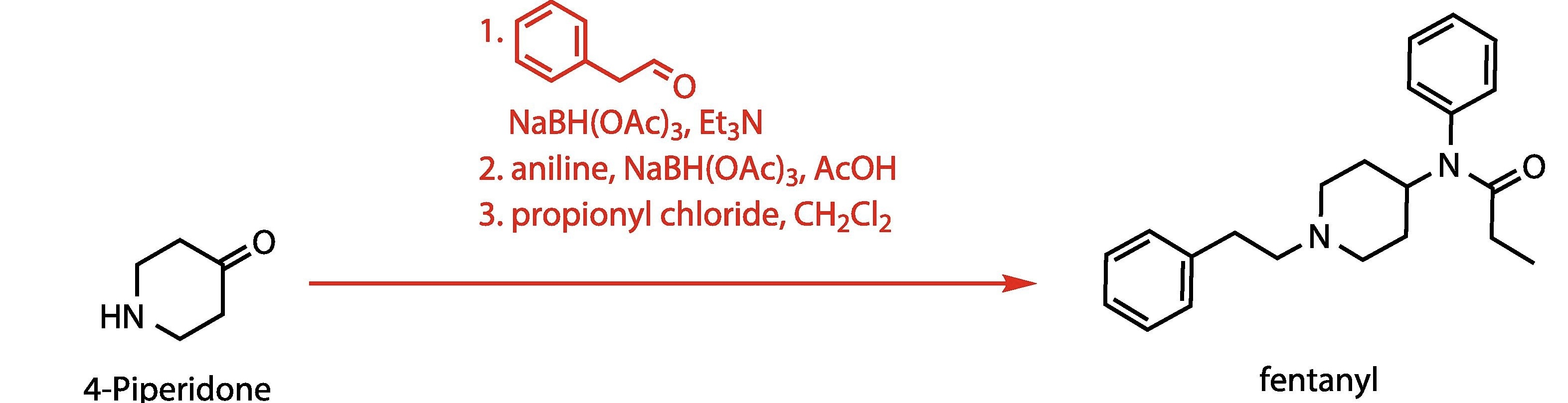
4-ピペリドンからフェンタニルへのグプタ法

グプタ（Guptaまたはワンポット合成）法は4-ピペリドンから開始し、4-ANPP/NPPの直接使用を省略する。むしろ、化合物は不純物または一時的な中間体としてのみ形成される。2021年前半、米国麻薬取締局は、押収されたフェンタニルのサンプルにおいて、グプタ法が主たる合成経路であることを発見した。2022年、ブラガと共同研究者らは、グプタ法について記載されたものと同様の試薬を使用する、連続流を伴うフェンタニルの合成について記載した。

### スー法
1998年に発表された、スー（Suhらによる全合成）法は、ピペリジン前駆体の直接的な使用を省略し、その場で環系構造を作り出すことを優先する。含窒素6員環のピペリジン環構築の材料として、アリルトリメチルシランと2‐フェニルエチルアンモニウム・トリフルオロ酢酸塩・ホルムアルデイドを用い、分子内マンニッヒ型環化反応にてピペリジン環形成後、スワン酸化で4-ピペリドン誘導体を得る。このケトン体を、アニリンと縮合させ得られた粗イミンを水素化ホウ素ナトリウムなどで水素添加し、プロピオン酸無水物でアシル化した後、フェンタニルを得たと全合成法が報告されている。

## 歴史

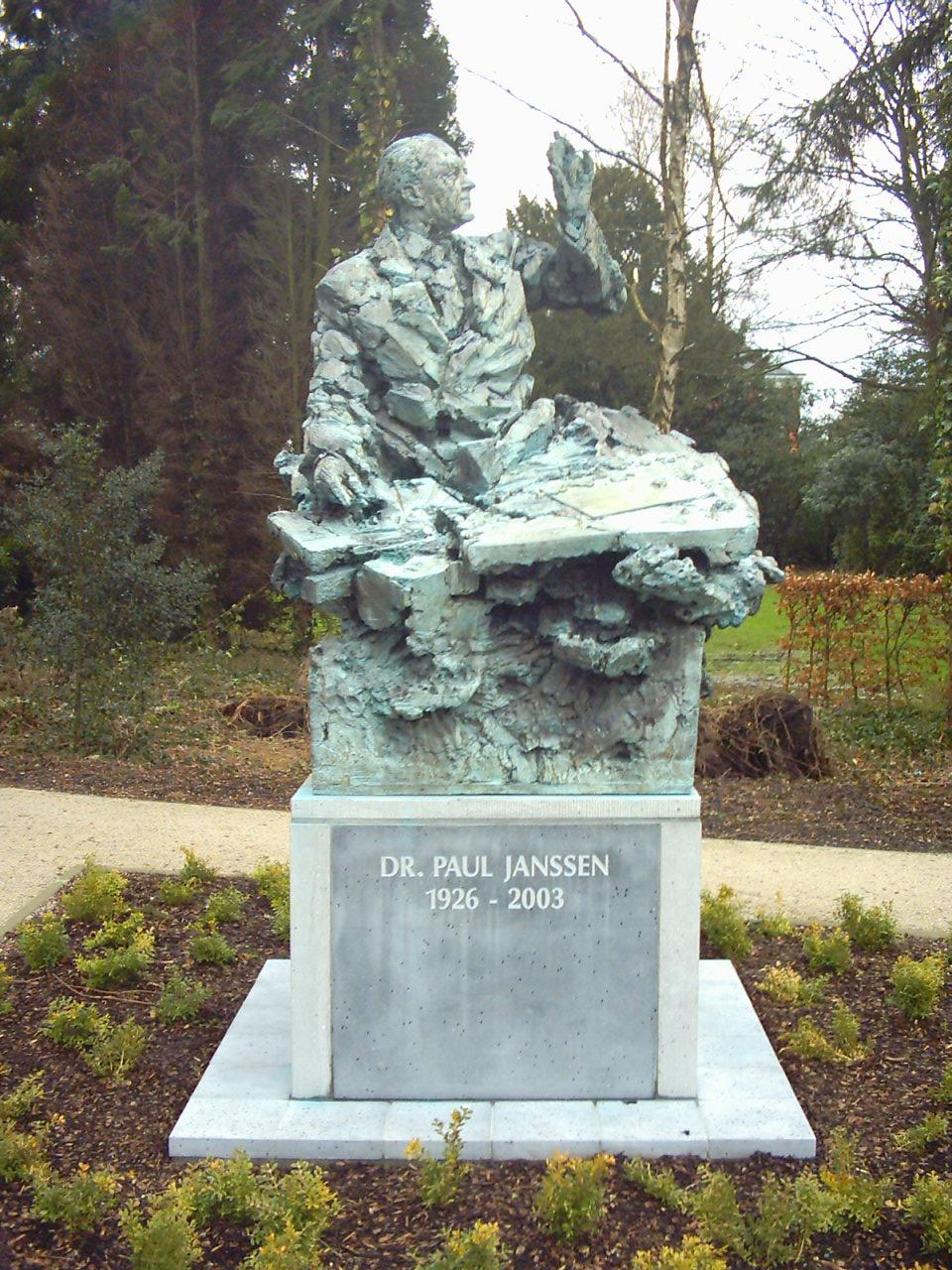
ポール・ヤンセン像

フェンタニルは、比較的新しく設立されたヤンセンファーマの商標の下、ポール・ヤンセンによってベルギーで初めて1959年に合成された。ペチジン（メペリジン）に類似した化学物質をオピオイド活性についてスクリーニングすることによって開発された。フェンタニルは広範に使用され、クエン酸フェンタニル（フェンタニルとクエン酸を1：1の化学量論比で結合して形成される塩）の開発に繋がった。クエン酸フェンタニルは、1968年に全身麻酔薬として医療用に使用されるようになり、McNeil Laboratories社によってSublimazeの商品名で製造された。日本では三共株式会社（現第一三共）よりフェンタネストとして、1972年より販売開始となった。いずれも注射薬であり、作用時間は短い。
1990年代半ば、ヤンセンファーマは、Duragesicパッチを開発し、臨床試験に導入した。Duragesicパッチは、不活性アルコールゲルにフェンタニルを注入した製剤であり、48～72時間にわたって効果が持続する。一連の臨床試験が成功した後、Duragesicフェンタニルパッチは医療現場に導入された。日本では2008年にデュロテップMTパッチとして販売開始となった。
パッチに続いて、クエン酸フェンタニルを不活性充填剤と混合した味付けロリポップが1998年にActiqという商品名で発売され、慢性疼痛の突出痛に使用するフェンタニルの最初の速効性製剤となった。
2009年、米国食品医薬品局（FDA）は、オピオイドに耐性のある被験者のがん疼痛管理用の新しい剤形のフェンタニル製剤であるOnsolis（フェンタニルバッカルフィルム）を承認した。この製剤は、BEMA（BioErodible MucoAdhesive）と呼ばれる薬物送達技術を使用しており、様々な用量のフェンタニルを含む溶解可能な小さなポリマーフィルムを頬の内側に貼付するものである。
フェンタニルの、米国麻薬取締局（DEA）の行政管理物質コード番号（Administrative Controlled Substances Code Number）（ACSCN）は9801である。その年間総製造割当量は、2015年と2016年の2,300kgから、2021年にはわずか731.452kgと、68.2％近く減少している。
2024年11月25日、翌年1月20日の大統領就任を控えたトランプ元大統領は、就任式当日にメキシコやカナダ、中国からの輸入品に対して関税を引き上げることを表明。これはアメリカ国内に流入する違法薬物（フェンタニル）の存在も念頭においたもので、改善が見られなければ国際間の貿易問題に発展させることを示唆したものとなった。

## 社会と文化

### 規制
英国では、フェンタニルは1971年薬物乱用法（Misuse of Drugs Act 1971）に基づく規制薬物クラスAに分類されている。
オランダでは、フェンタニルはアヘン法（Opium Law）のリストI物質である。
米国では、フェンタニルは規制物質法によりスケジュールII規制薬物である。舌下錠アブストラルの販売業者は、FDAが承認したリスク評価・軽減戦略プログラムの実施が義務付けられている。誤用を抑制するため、多くの医療保険会社がバッカル剤Actiqの処方に対して事前認証および/または数量制限を要求し始めている。
カナダでは、フェンタニルはカナダの規制薬物・物質法（Controlled Drugs and Substances Act）に記載されているスケジュールI薬物とみなされている。
エストニアは、特にアフガニスタンでタリバンがアヘンケシ栽培を禁止した後、世界で最も長くフェンタニルの流行が記録されている国として知られている。
ガーディアンによる2018年の報告によれば、ダークウェブ上の多くの主要な麻薬供給者は、フェンタニルの取引を自主的に禁止している。

### 娯楽目的の使用
医薬用フェンタニルとその類似体の違法使用は、1970年代半ばに医療界で初めて現れ、現在も続いている。12種類以上のフェンタニルの類似体が、すべて未承認で密造されたものであることが、米国の麻薬取引で確認されている。2018年2月、米国麻薬取締局は、非合法のフェンタニル類似体には医学的に有効な用途がないことを示し、そのため「スケジュールI」の分類を適用した。
フェンタニル類似体はヘロインの数百倍の効力がある可能性がある。フェンタニルは経口、喫煙、吸引、注射で使用される。フェンタニルはヘロインやオキシコドンとして販売されることもあり、過剰摂取につながる可能性がある。フェンタニルの過剰摂取の多くは、当初はヘロインの過剰摂取として分類される。EUでは、エストニアのタリン以外では、ヘロインに代わっての娯楽目的使用は特に広まっていない。エストニアでは、娯楽目的の使用が多いため、3-メチルフェンタニルの過剰摂取による死亡率がEUで最も高い。
フェンタニルは、正規の医療用品から転用されたDuragesicなどの経皮吸収型フェンタニル・パッチの形で闇市場で販売されることもある。パッチ内部のゲルが経口摂取されたり注射されたりすることもある。
街頭に出回っているフェンタニルのもう一つの形態は、ロリポップ製剤"Actiq"である。薬局での小売価格は、トローチの薬効の強さに応じて1個当たり15米ドルから50米ドルであり、闇市場での価格は、用量に応じて5米ドルから25米ドルである。コネチカット州とペンシルベニア州の法務長官は、セファロン社のProvigil、Actiq、Gabitrilの販売および販促を含む、合法的な医薬品市場からの転用に関する調査を開始した。
オピオイド耐性のない個人によるフェンタニルの非医療目的の使用は非常に危険であり、多数の死者を出している。オピオイド耐性のある人でさえ、過剰摂取の危険性が高い。他のオピオイドと同様に、フェンタニルの作用は、ナロキソンや他のオピオイド拮抗薬で逆転させることができる。ナロキソンは徐々に一般に入手できるようになってきている。作用時間の長いオピオイドや徐放性オピオイドは、繰り返し投与する必要がある場合がある。米国では、不正に合成されたフェンタニル粉末も出回っている。純粋なフェンタニル粉末の効力は極めて高いため、適切に希釈することは非常に困難であり、結果として得られる混合物は作用が強すぎる場合が多く、したがって非常に危険である。
ヘロインの売人の中には、効力を増強したり、低品質のヘロインを補うために、フェンタニル粉末をヘロインと混合する者もいる。2006年には、違法に製造された非医薬品のフェンタニルがコカインやヘロインと混合されることが多く、米国とカナダで過剰摂取による死亡が発生し、オハイオ州デイトン、イリノイ州シカゴ、ミシガン州デトロイト、ペンシルベニア州フィラデルフィアの各都市に集中した。

### 取り締まり

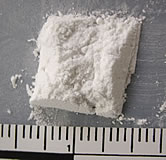
米国オハイオ州で警察が押収したフェンタニル粉末（23％フェンタニル）

アメリカの法執行機関により、不正に製造された大量のフェンタニルがいくつか押収されている。2016年11月、麻薬取締局（DEA）はユタ州コットンウッド・ハイツの民家でオキシコドンとアルプラゾラムの偽造を摘発した。オキシコドンの外観をした錠剤が約7万錠、アルプラゾラムの外観をした錠剤が2万5000錠以上見つかった。DEAは、この場所から数百万錠の錠剤が長期にわたって流通した可能性があると報告している。被告人は打錠機を所有し、中国から粉末状のフェンタニルを注文していた。2019年2月2日、アリゾナ州ノガレスで、米国税関・国境警備局は記録的な量のフェンタニルを押収した。3.5百万米ドルの価値があると推定された254ポンド（115kg）のフェンタニルは、キュウリを輸送するトラックの二重底の床の下の区画に隠されていた。フェンタニルの「チャイナ・ホワイト」型は、密かに生産された数多くのフェンタニル類似体、特にα-メチルフェンタニル（AMF）のいずれかを指す。米国司法省のある出版物は、3-メチルフェンタニルやα-メチルフェンタニルを含む多くのフェンタニル類似体の同義語として「チャイナ・ホワイト」を挙げており、それらは今日のアメリカでは規制物質法対象となっている。AMFを使用する動機のひとつは、合成の観点からは余分な困難さがあるにもかかわらず、結果として得られる薬剤が代謝分解に対してより耐性があることである。その結果、薬物の作用持続時間が長くなる。
2013年6月、米国疾病対策予防センター（CDC）は、医療用として認可されたことのない、フェンタニルの合成オピオイド類似体であるアセチルフェンタニルに関連して、ロードアイランド州の静脈内麻薬使用者の間で14件の過剰摂取による死亡が発生したことを警告する健康勧告を救急部門に発表した。2017年10月に、アメリカのインシス・セラピューティクス社の最高経営責任者 (CEO) が過剰処方を促したことで逮捕された。医師や薬剤師にリベートや賄賂を渡し、軽い痛みにも処方されるよう虚偽の説明なども用い、がんでもない患者に売りつけるのは、薬の密売人と変わりないと連邦捜査局は非難した。2019年5月2日、ボストンの連邦陪審は、創業者らに有罪の評決を下した。創業者らは控訴する見込みであったが、同社は6月10日、連邦破産法11条の適用を申請した。アメリカのオピオイドのまん延に関しては、他の製薬企業、ジョンソン・エンド・ジョンソンやパーデュー・ファーマも危険性の周知を怠ったとして訴訟の対象となっていた。アメリカのオピオイド危機は、製薬会社による安全性軽視の積極的なプロモーションが原因とする意見がある一方、CDCが実施した別の調査では、フェンタニルの過剰摂取による死亡の82％は違法に製造されたフェンタニルが関与しており、処方箋に由来すると疑われたのはわずか4％であった。
2015年以降、カナダでもフェンタニルの過剰摂取が多発した。当局は、この薬物がアジアから組織犯罪グループによって西海岸に粉末の状態で輸入され、擬似オキシコンチン錠剤に成形されているのではないかと疑っていた。この薬物の痕跡は、コカイン、MDMA、ヘロインなどの他のレクリエーショナルドラッグからも見つかっている。この薬物は、10代の若者や若い親を含む、ホームレスの人々から専門家まで、あらゆる階層の人々の死に関与している。国中で死者が増加しており、特にブリティッシュ・コロンビア州では2020年に1,716人、2021年1月から10月までに1,782人の死者が報告されているため、カナダ保健省は、薬物の過剰摂取に対抗するために、ナロキソンの処方箋薬剤の制限見直しを急いでいる。2018年、グローバルニュースは、カナダと中国の間の外交的緊張が輸入品押収の協力を妨げており、北京は不作為を非難されているという疑惑を報じた。
2017年にはオーストラリアで、2018年にはニュージーランドで、フェンタニルが違法市場で販売されていることが発見された。これに対して、ニュージーランドの専門家は、ナロキソンをより広く利用できるようにすることを求めた。
2019年5月、中国はフェンタニル型薬物の全クラスと2つのフェンタニル前駆体を規制した。とはいえ、米国におけるフェンタニルの主な原産地であることに変わりはない。メキシコのカルテルは、武汉远澄科技有限公司（Yuancheng Group）などの中国の供給業者からフェンタニル前駆体を調達し、メキシコで完成させて米国に密輸している。2022年のナンシー・ペロシの台湾訪問後、中国は麻薬密売との闘いに関する米国との協力を停止した。
インドもまた、フェンタニルとフェンタニル前駆体の供給源として浮上しており、メキシコのカルテルはすでに合成麻薬の輸入のためのネットワークを構築している。フェンタニルと前駆体の生産が、ナイジェリア、南アフリカ、インドネシア、ミャンマー、オランダなどの他の国々に分散する可能性もある。
2020年、ミャンマーの軍と警察は、990ガロンの「メチルフェンタニル」〔ママ〕と、薬物の不正合成のための前駆体を押収した。国連薬物犯罪事務所によると、ミャンマーのシャン州はフェンタニル誘導体の主要な供給源であることが確認されている。2021年、同事務所はビルマにおけるアヘンケシ栽培は更に減少していることを報告したが、この地域の合成麻薬市場は拡大と多様化を続けている。
2023年、カリフォルニア州の警察の労働組合役員が、チョコレートに偽装したフェンタニルやタペンタドールを含む合成オピオイドを輸入した罪で起訴された。米国の法執行機関はフェンタニル危機への対応が遅れているとワシントン・ポスト紙は報じた。プレスリリースによれば、フェンタニルの危機に対する連邦政府の対応も遅れていた。フェンタニルや違法に輸入された他のオピオイドによる過剰摂取による死亡は、2019年以降急増しており、現在、米国のすべての州で主要な死因となっている。
国立公文書館とDEAによれば、中国からのフェンタニルの直接の出荷は2022年以降停止している。現在メキシコから米国に流入している違法なフェンタニルと類似品の大部分は、「錠剤」の形をした完成品であり、以前に合成されたフェンタニルが混入されたヘロインである。フェンタニルは精巧に完全化学合成されており、実験室環境における急性毒性から、メキシコの密造施設は、合成そのものよりも、入手可能なフェンタニルから不正な剤形を作ることに関係していると推測されている。捜査当局のさらなる調査によれば、フェンタニルおよび類似物質は、合法的な事業体の外観を持つ工場で合成されるか、製薬工場から流用されている可能性が高い。
連邦機関によるシナロア麻薬カルテルのメンバーの最近の捜査と有罪判決は、米国からメキシコへの違法な武器密売と米国へのフェンタニルの密輸との間に明確な関連性を示した。米国の情報筋によれば、違法な銃がアリゾナ州やウィスコンシン州、さらにはアラスカ州など北の方で簡単に購入され、マネーロンダリングも行っている麻薬カルテルが資金を提供する米国のブローカーや運び屋を経由してメキシコ領内に持ち込まれるという事実がある。つまり、米国で武器規制が行われていないのことが、米国でのオピオイド過剰摂取危機に結びついているのである。
フェンタニルの流行は、米国政府とメキシコ政府の間で非常に険悪な論争に発展した。米国政府は、国境を越えるフェンタニルの氾濫を主にメキシコの犯罪グループのせいだと非難しているが、アンドレス・マヌエル・ロペス・オブラドール大統領は、この合成麻薬の主な供給源はアジアだと主張している。彼は、アメリカにおける家族の価値観の欠如という危機が、人々を麻薬使用に駆り立てていると考えている。

### リコール
2004年2月、主要なフェンタニル供給業者であるヤンセンファーマは、フェンタニル（商品名：Duragesic）パッチについて、パッチから薬剤が漏出する可能性のあるシールの破損があったため、1ロットを回収し、その後、ロットを追加回収した。一連のクラスⅡのリコールは2004年3月に開始され、2008年2月にはALZA社が、ゲルリザーバーの小さな切り傷が患者または医療従事者がフェンタニルゲルに誤って曝露する可能性があるという懸念のため、25μg/hのDuragesicパッチを回収した。2023年4月、テバ・ファーマシューティカル・インダストリーズの米国社は、製品の適切な投与方法に関する安全性情報シートが欠落していたため、フェンタニルバッカル剤の13ロットを回収した。同社は消費者向けにリコール報告書を発表し、オピオイド治療薬の使用と投与における安全性の重要性を強調した。

### 価格
米国では、2020年時点で、800µgの錠剤はトローチの6.75倍の価格である。2023年現在、注射用フェンタニル溶液（50µg/mL）の平均価格は、薬局にもよるが、20mL入りで約17米ドルである。オーストラリア犯罪学研究所（Australian Institute of Criminology）による2020年の報告書では、100µgの経皮パッチは、非合法市場では75オーストラリアドルから450オーストラリアドルの間と評価されていた。さらに、2020年の別の調査では、様々なダークネットマーケットにおける非医薬品フェンタニルの1グラム当たりの平均価格は、5グラム未満の提供で1,470.40米ドル、5グラム以上の提供の平均は139.50米ドルであった。さらに、同市場で最も一般的な類似品であるDreamMarketのフランフェンタニル（Fu-F）では、1グラム当たりの平均価格は、小売の出品で243.10米ドル、卸売の出品で26.50米ドルであった。

### 保管と廃棄
フェンタニル・パッチは、子供が誤用した場合、特に有害であり、場合によっては1回の服用で致命的となる可能性がある数少ない医薬品の1つである。専門家は、未使用のフェンタニル・パッチは、鍵のかかるキャビネットなど、子供の目や手の届かない安全な場所に保管するよう助言している。
トイレに流したり、ゴミを捨てたりすることに環境上の懸念があるカナダのブリティッシュコロンビア州では、薬剤師は、未使用のパッチをチャイルド・プルーフの容器に密封し、薬局に返却することを推奨している。パッチを医薬品引取プログラムを通じて返却できないことが多い米国では、パッチの水洗が推奨されている。フェンタニル・パッチを家庭から除去する最も迅速かつ確実な方法であり、子供やペットなど、パッチを使用することを意図していない人による摂取を防ぐことができるためである。

### 著名人の死
- 2003年9月25日、「ピットブル2号」としても知られるアメリカのプロレスラー、アンソニー・デュラン（英語版）がフェンタニル過剰摂取で死亡した[228]。
- 2009年5月24日、ウィルコのギタリストであるジェイ・ベネット（英語版）がフェンタニル過剰摂取で死亡した[229][230][231]。
- 2010年5月24日、スリップノットのベーシストであるポール・グレイ（英語版）がモルヒネとフェンタニルの過剰摂取で死亡した[232]。
- 2016年4月21日、ミュージシャンのプリンスがフェンタニルの偶発的な過剰摂取により死亡したと検視官は結論づけた[233]。 フェンタニルは彼の自宅から回収された偽造錠剤中に含まれていた。ヒドロコドン・パラセタモール合剤であるワトソン385とラベルが誤表示されたものもあった[233][234]。
- 2016年4月21日、アメリカの作家でジャーナリストのミシェル・マクナマラ（英語版）が偶発的な過剰摂取により死亡した。検視官はフェンタニルが一因であると断定した[235][236]。
- 2016年11月11日、カナダのビデオゲーム作曲家サキ・カスカスがフェンタニルの過剰摂取により死亡した[237]。彼は10年以上ヘロイン中毒と闘病中だった[237]。
- 2017年11月15日、アメリカのラッパーであるリル・ピープがフェンタニルの過剰摂取により死亡した[238][239]。
- 2018年1月19日、ロサンゼルス郡検視局（Los Angeles County Department of Medical Examiner）（英語版）は、ミュージシャンのトム・ペティがフェンタニル、アセチルフェンタニル、デスプロピオニルフェンタニル等を含む薬を混合した結果、偶発的な薬物の過剰摂取により死亡したと発表した。彼は腰の骨折を含む「多くの深刻な病気」を治療していたと伝えられている[240]。
- 2018年9月7日、アメリカのラッパー、マック・ミラーがフェンタニル、コカイン、アルコールの偶発的過剰摂取により死亡した[241]。
- 2018年12月16日、ソーシャルメディアの動画共有アプリVineとクイズアプリHQ Trivia（英語版）の創設者であるアメリカのテック起業家コリン・クロールがフェンタニル、ヘロイン、コカインの過剰摂取により死亡した[242]。
- 2019年7月1日、アメリカの野球選手タイラー・スカッグスがフェンタニル、オキシコドン、アルコールの影響下で誤嚥により死亡[243][244]。
- 2020年1月1日、アメリカのラッパー、歌手、ソングライターのレクシー・アリジャイがアルコールとフェンタニルの組み合わせによる偶発的中毒で死亡した[245]。
- 2020年8月20日、アメリカのシンガー、ソングライター、ミュージシャンのジャスティン・タウンズ・アール（英語版）がフェンタニルが混入されたコカインの偶発的な過剰摂取により死亡した[246]。
- 2020年8月24日、テキサス州のメタルバンド、パワー・トリップのリードボーカルであるライリー・ゲイルが死亡した。フェンタニルの偶発的な中毒と判断された[247]
- 2021年3月2日、"Big Toe"（生まれつき腕がなく、足でギターを弾いていたため）としても知られるアメリカのミュージシャン、マーク・ゴフェニー（英語版）がフェンタニルの過剰摂取により死亡した[248][249]。
- 2021年4月22日、デジタル・アンダーグラウンドのリードボーカルで、ラッパー、ミュージシャンのShock G（英語版）がフェンタニル、メタンフェタミン、アルコールの過剰摂取により死亡[250]。
- 2021年9月6日、HBOのドラマシリーズ『ザ・ワイヤー』のオマール・リトル（英語版）役で知られる俳優のマイケル・ケネス・ウィリアムズが、フェンタニル、ヘロイン、コカインの過剰摂取により死亡した[251][252]。
- 2022年9月28日、ラッパーのクーリオ（Artis Leon Ivey, Jr）がフェンタニル、ヘロイン、メタンフェタミンの偶発的な過剰摂取により死亡した[253]。
- 2023年7月31日、HBOのドラマシリーズ『ユーフォリア/EUPHORIA』のフェズコ役で知られるアンガス・クラウドがメタンフェタミン、コカイン、フェンタニル、ベンゾジアゼピンの偶発的過剰摂取により死亡した[254]
- 2023年6月、俳優のアダム・リッチ（英語版）がフェンタニル過剰摂取で1月に亡くなっていた事が報じられた[255]。
- 2023年11月5日、俳優のエヴァン・エリンソンが自宅の寝室で死亡しているところを発見されたが、当初は死因は明らかにされなかった[256]。しかし同月下旬、死因はフェンタニルの過剰摂取であるとサンバーナーディーノ郡の保安官事務所が発表した[257]。

### 事故・事件
アメリカ合衆国では、2023年9月15日にニューヨーク市の保育園に預けられていた乳児がフェンタニルを誤飲して死亡する事故が起こり、他の子供たち3人も入院した。
日本においては、2013年8月23日に東京都立墨東病院で、麻酔用鎮痛剤フェンタニルを紛失した。23日夕方に薬剤科の職員が処方せんと施用票を照会して確認すると、病棟で保管していたフェンタニル0.5mg/10mlアンプルの未使用2本と使用済2本が返却されておらず、所在が不明となっていることが判明した。ただちに関係する職員から聴取や院内を捜索するも発見できず、26日に東京都福祉保健局健康安全部へ報告し、本所警察署へ紛失届を提出した。

### 政府による使用
2018年8月、ネブラスカ州は囚人の死刑執行にフェンタニルを使用した最初のアメリカの州となった。当時、米国で最も長く収容されていた死刑囚の一人であったキャリー・ディーン・ムーア（Carey Dean Moore）は、ネブラスカ州立刑務所で処刑された。ムーアは、呼吸を抑制し意識を失わせるために、クエン酸フェンタニルを含む4種類の薬物を静脈注射する薬殺刑を受けた。他の薬物には、精神安定剤としてのジアゼパム、筋弛緩剤としてのシスアトラクリウム、心臓を停止させるための塩化カリウムが含まれていた。死刑執行におけるフェンタニルの使用は、それが以前にテストされていない薬物カクテルの一部であったため、死刑の専門家の間では懸念の声が上がった。この死刑執行はまた、死刑執行中に刑務所で、そして後にネブラスカ州会議事堂で、死刑反対論者によって抗議された。
ロシアのスペツナズ治安部隊は、2002年のモスクワ劇場占拠事件において、フェンタニルの類似体または誘導体（カルフェンタニルとレミフェンタニルの疑いがある）を使用して人々を急速に無力化させた疑いがある。包囲は終結したが、数日間にわたる包囲の間に身体に深刻な負担がかかり、多くの人質がガスによって死亡した。後にロシアの保健大臣は、ガスはフェンタニルをベースにしていたと述べているが、正確な化学組成は明確には特定されていない。

## 獣医学領域での使用
フェンタニルは、小動物の鎮痛、処置時の鎮静・鎮痛および全身麻酔の構成要素として獣医麻酔学領域で一般的に使用されている。フェンタニルの効力は、持続点滴および経皮吸収パッチとして投与された場合、嘔吐、鎮静の深さ、および心血管作用に関して、他の多くの純オピオイド作動薬および合成純オピオイド作動薬よりも高い。他の純オピオイド作動薬と同様に、フェンタニルは、犬における不快感と関連している。
経皮フェンタニルは、その効力と作用時間の短さから、犬猫における術中および術後の鎮痛薬として人気がある。これは通常、慢性疼痛を有するヒト用に製造されたフェンタニルパッチを用いて行われるが、適応外使用である。2012年には、高濃度（50mg/mL）の経皮吸収液（商品名Recuvyra）が犬用にのみ市販されるようになった。FDAの承認は、手術前に1回塗布するだけで4日間の鎮痛効果が得られるというものである。複数回塗布や他の動物種には承認されていない。この薬剤は欧州でも承認されている。